# 밀턴 에릭슨
밀턴 에릭슨(Milton H. Erickson, 1901년 12월 5일~1980년 3월 25일)은 의료 최면과 가족 치료를 전문으로 하는 미국의 정신과 의사이자 심리학자이다.
그는 미국 임상 최면 학회 (American Association of Clinical Hypnosis)의 회장을 역임했으며 미국 정신 의학 협회 (American Psychiatric Association), 미국 심리학 협회 (American Psychological Association) 및 미국 정신 병리학 협회 (American Psychopathological Association)의 회원이다. 다른 유명 심리학자와 달리 자신만의 상담과 심리치료에 대한 이론을 만들기를 거부하고, 개인의 특성에 기반을 두고 치료적인 의사소통을 해야 한다고 주장하였다. 이러한 이유로 현대 심리학 분야에 지대한 공헌을 했지만, 그러한 공헌도에 비해 그다지 덜 알려지게 되었다. 창의적이고 해결책을 창출하는 무의식의 정신에 대한 접근법으로 유명하며 브리프 테라피, 전략적 가족 치료, 가족 체계 치료, 해결 중심 단기 치료와 신경-언어 프로그래밍에 영향을 준 것으로도 유명하다.

## 밀턴 에릭슨의 생애
밀턴 에릭슨은 주로 독학을 하였으며, 그의 생애는 시드니 로젠의 My Voice Will Go With You (번역 서명 : 밀턴 에릭슨의 심리치유 수업)로 출판되었다. 에릭슨은 그의 어린 시절 개인적인 경험의 많은 부분을 최면과 자기 최면으로 보았다.
에릭슨은 위스콘신주 로웰의 농가에서 자랐고 아버지와 같은 농부가 되고자 했었다. 그는 발달이 늦는 편이었으며 난독증과 색맹이었다. 그러나 자기 최면을 하며 창조적 순간과 번뜩이는 영감을 경험하면서 난독증을 극복하였다. 이 같은 내용은 『밀턴 에릭슨의 자기 최면 경험Autohypnotic Experiences of Milton H. Erickson』논문에서 찾아볼 수 있다.
17세 나이에 그는 소아마비에 걸렸으며 너무 심하게 마비되어 의사는 그가 곧 죽을 것이라고 믿었다. 그때 그는 몸의 근육 활동에 대한 몸의 기억을 회상하기 시작했다. 기억에 대한 회상을 통해서 에릭슨은 서서히 자신의 몸을 제어할 수 있게 되었고 결국 말하고 팔을 움직일 수 있을 정도로 회복되었다. 그 후 제대로 걸을 수 없었던 시기에 그는 불과 몇 달러를 가지고 1,000마일이 넘는 카누 여행을 준비하며 몸을 더 훈련하기로 결정했다. 이 힘겨운 여행을 다녀온 후 그는 지팡이를 짚고 걸을 수 있었다. 이 경험은 치료적 맥락에서 '시련'을 사용하는 밀턴 에릭슨의 기술에 영향을 미쳤을 수 있다.
밀턴 에릭슨은 정신 의학에 대한 호기심과 궁금증으로 의학을 공부하는 동안 동시에 심리학 학위를 취득할 정도로 열정적인 의대생이었다.
그가 50대가 되었을 때, 부분적으로 마비된 근육의 만성적 과다 사용으로 인하여 통증과 근육 약화를 일으키는 소아마비가 재발하였다. 그 결과 그의 마비는 더 심해졌지만 한 번 겪은 지난 경험을 바탕으로 다시 근육을 회복하는 전략을 갖게 되었다. 그러나 이 두 번째 회복 이후로 그는 휠체어를 사용해야 했고 만성 통증을 겪게 된다.
1950년대 초 인류학자이자 인공두뇌학자인 그레고리 베이트슨(Gregory Bateson)은 커뮤니케이션에 관한 광범위한 연구의 일환으로 밀턴 에릭슨을 컨설턴트로 참여시켰다. 두 사람은 이전에 마거릿 미드(Margaret Mead)가 발리에서 연구한 트랜스 상태에 대한 영상을 분석하기 위해 에릭슨을 불렀을 때 처음 만났다. 베이트슨을 통하여 에릭슨은 제이 헤일리(Jay Haley), 리처드 밴들러(Richard Bandler), 존 그린더(John Grinder) 등과 만났으며 모두에게 깊은 영향을 주었다. 그들은 에릭슨에 관한 여러 권의 책을 썼다.
1973년 제이 헤일리는 도서 『비범한 치료UNCOMMON THERAPY』를 출간한다. 이 책으로 에릭슨과 그의 접근법이 의료 최면 학계를 벗어나 처음으로 일반인에게 공개되었다. 그 결과 에릭슨의 명성과 평판은 급속도로 퍼져나갔고 많은 사람이 그를 만나기를 원했다. 그리고 에릭슨은 죽기 전까지 교육 세미나를 계속 진행하게 된다.
밀턴 에릭슨은 1980년 3월 향년 78세로 세상을 떠났다. 슬하에 네 명의 아들과 네 명의 딸을 두었으며, 심리학, 정신의학, 심리 치료, 최면치료, 교육학 및 커뮤니케이션 학계에 영원한 유산을 남겼다.

## 에릭소니언 최면
에릭슨은 틀에 얽매이지 않는 심리 치료로 유명하다. 제이 헤일리의 『비범한 치료』와 밀턴 에릭슨과 어니스트 로시가 공저한 『최면 치료 : 실험적 사례들Hypnotherapy: An Exploratory Casebook』과 같은 도서에 그의 놀라운 치료적 접근을 묘사되어있다. 그는 최면뿐 아니라 치료 은유와 스토리텔링을 광범위하게 사용하였으며 상대적으로 적은 세션에서 치료적 변화를 만드는 자신의 방법을 만들었다. 이를 에릭소니언 최면(ericksonian hypnosis)이라 부른다.
밀턴 에릭슨은 심리치료와 최면 분야의 독보적인 천재였다. 프로이트(Sigmund Freud)가 심리치료의 이론에 기여했다면 에릭슨은 심리치료의 실제에 기여했다고 볼 수 있다. 하지만 그가 활동하는 동안에는 학계에서 그다지 큰 유명세를 누리지 못했다. 사실 그는 유명세를 누리기를 선택하지 않았다. 왜냐하면 에릭슨은 학파를 세우면 자신의 치료 방법이 하나의 기술로써 규격화되고 정형화될 것을 우려했기 때문이다. 그래서 다른 거장들처럼 독자적인 학파를 구축하기를 원했던 제자들에게 에릭소니언 최면은 따로 존재하는 것이 아니며 에릭슨 자신의 무의식과 내담자의 무의식의 만남이 있을 뿐이라고 이야기했다.
1950년대부터 에릭슨의 개입적인 치료 방법은 버지니아 사티어(Virginia Satir)와 제이 헤일리를 포함한 전략적 치료와 가족 체계 치료의 실무자들에게 영향을 미쳤다. 그는 환자의 신념, 좋아하는 단어, 문화적 배경, 개인의 역사와 신경증적 습관까지 환자가 변화하는데 도움이 되는 모든 것을 '활용'하는 능력으로 유명했다.
무의식이 의식과 분리되어 스스로 자각, 관심, 반응 학습한다는 것을 개념화하였으며 무의식이 창조적이고 해결책을 생성하며 긍정적인 것이라고 가르쳤다.
그는 신경-언어 프로그래밍(NLP)에 중요한 영향을 주었으며 NLP는 그의 작업 방식에 기반하고 있다.

### 트랜스와 무의식적 마음
에릭슨은 무의식적 마음(unconscious mind)이 항상 듣고 있으며, 암시(suggestion)가 무의식적인 수준에서 공명(resonance)을 발견한다면 환자가 트랜스(trance)에 있는지에 관계 없이 최면적 영향력(hypnotic influence)이 있는 암시가 이뤄진다고 말했다. 환자는 이를 알고 있을 수도 있고 무슨일이 일어나는지 전혀 몰랐을 수도 있다. 에릭슨은 여러 가지 간접 암시(indirect suggestion)에 대한 환자의 반응을 통하여 무의식이 치료 과정에 활동적으로 참여하는지를 알 수 있었다. 이런 식으로 보통의 대화처럼 보이는 것이 최면의 트랜스 또는 내담자의 치료적 변화를 이끌 수 있다. 바이젠호퍼(Andre M. Weitzenhoffer)는 다음과 같이 말했다. "무의식에 대한 에릭슨의 개념은 프로이트의 개념과 분명히 다르다."
에릭슨은 활력이 넘치는 짓궂은 장난꾼이었다. 그래서 자신의 저서, 논문, 강연 및 세미나 등 모든 상황에서 간접 암시를 던지는 것은 드문 일이 아니었다. 예를 들어 그의 노년에 개최한 5일간의 심화 세미나에 한 학생이 참가하였다. 에릭슨이 그녀에게 왜 왔는지를 물었을 때 그녀는 솔직하게 다음과 같이 말했다. "당신이 죽기 전에 꼭 봐야한다고 선생님이 이야기했어요." 그러자 에릭슨은 미소를 지으며 이렇게 답했다. "선생님에게 죽음은 내가 '마지막으로' 할 일이라고 이야기하렴." 청중이 모두 웃자 에릭슨이 두 눈을 반짝이며 말했다. "죽음을 피하는 방법을 알고싶나요? 매일 아침에 일어나시면 됩니다. 매일 아침에 일어날 수 있을지 확신하는 방법을 알고 싶나요?" 에릭슨은 이렇게 덧붙였다. "잠자기 전에 술을 진탕 마시세요!"

에릭슨은 또한 치료자가 트랜스에 들어가는 것이 심지어 적절하다고 믿었다.
나는 환자의 억양과 어조에 더 민감해질 수 있도록 트랜스에 들어간다. 그것은 더 잘 듣고 더 잘 볼 수 있게 한다.
에릭슨은 트랜스가 매일의 일상적인 현상이라고 말했다. 예를 들어 버스와 기차를 기다리거나, 읽고 듣고, 격렬한 신체 운동을 하는 경우에도 활동에 몰입한 채로 다른 자극이 제거된 트랜스 상태에 들어가는 것은 매우 정상적인 것이다. 이런 상태는 매우 일반적이고 익숙하여 대부분의 사람들은 이를 최면 현상으로 의식적으로 인식하지 못한다.
매일의 동일한 상황이 증거입니다. 주의가 놀라운 것, 특이한 것 또는 개인의 관심을 사로잡는 어떤 경험에든 사로잡히면 그 순간 사람은 일상적인 매일의 트랜스를 경험하게 됩니다. 두뇌의 어떤 반구가 지배적인지에 따라 오른쪽이나 왼쪽으로 시선을 돌리고 먼곳을 바라보거나 멍한 표정을 짓습니다. 눈을 실제로 감을수도 있고 몸은 움직이지 않게되는 경향이 있으며 (카탈렙시) 어떤 반응(예: 침을 삼키고 호흡을 하는 등)은 억제될 수 있습니다. 새로운 생각, 반응, 준거의 틀이 그들이 삶에 안정화 될 때까지 무의식적인 수준의 내부 탐색을 하며 잠시 주변을 의식하지 않는 것으로 보입니다. 우리는 매일의 의식이 끊임없이 일상의 실재와 순간적인 트랜스의 미세 역동 사이를 유동적으로 오가는 것으로 봅니다.
에릭슨은 트랜스를 자연스럽고 빈번하게 발생하는 상태로 보았기 때문에, 환자가 상담실에 함께 있지 않은 순간에도 트랜스를 치료적으로 활용할 준비가 되어있었다. 그리고 그는 또한 트랜스 상태가 발생할 가능성을 높이는 많은 기술을 발견하였다. 그는 언어적 비언어적 기술을 개발하였고 경이, 몰입, 혼란과 같은 일상적인 경험이 모두 트랜스라는 생각을 개척하였다.
분명하게도 많은 종류의 트랜스가 있다. 많은 사람이 깊은 트랜스라는 개념과 친숙하다. 에릭슨은 일찍이 피험자와 많은 시간을 보내면서 트랜스와 관련된 독특하고 주목할만한 현상을 연구하는 개척자였다.
트랜스가 얕거나 깊을 수 있다는 것은 트랜스의 깊이에 대한 1차원적 관점이다. 그러나 에릭슨은 한 명의 환자와 다중 트랜스 작업을 하였다. 예를 들어 최면에 걸린 환자가 깨어있는 것처럼 행동하게 함으로서 최면 상태와 깨어있는 상태의 경계를 모호하게 만들었다.
에릭슨은 활용할 수 있는 다양한 상태가 있다고 생각했다. 이는 모든 의식의 상태는 트랜스이며 보통의 깨어있는 의식은 그저 합의된 트랜스일 뿐이라는 찰스 타르트의 생각과 같다. NLP도 명시적으로는 최면 현상이라 하지 않지만 상태 변경이라는 개념으로 이 개념을 사용한다.

### 간접 암시 기법
고전적인 최면은 권위적이고 직접적이며 피험자의 저항을 종종 접하게 된다. 반면에 밀턴 에릭슨의 접근 방식은 수용적이고 간접적이다. 예를 들어 고전적인 최면가가 "너는 트랜스에 들어갈 것이다."라고 말한다면 에릭소니언 최면가는 "당신은 어떻게 트랜스에 들어가는지를 편안히 배워볼 수 있습니다."와 같이 말한다. 이런 식으로 내담자가 자신의 속도로 가장 편안하게 암시를 수락할 수 있는 기회를 제공하고 혜택을 인식하도록 한다. 피험자는 자신이 속는 것이 아니라 온전한 주인으로 그들의 변화에 참여하게 된다. 일반적인 대화에서 최면이 일어나기 때문에 에릭소니언 최면은 잠입 최면 또는 대화 최면으로 알려져 있다.
밀턴 에릭슨은 무의식적 마음을 의식적으로 가르치는 것은 불가능하다고 주장하며 권위적인 암시는 저항에 부딪힐 가능성이 있다고 말했다. 무의식적 마음은 개방성, 가능성, 은유, 상징 및 모순에 응답한다. 효과적인 최면 암시는 예술적으로 모호하여 내담자는 의식적으로는 무슨 일이 일어나는지 이해하지 못하지만 무의식적 이해로 빈 공간을 채우게 된다. 숙련된 최면가는 내담자가 바라는 소망이 일어날 수 있도록 내담자에게 적합한 의미의 공간을 만든다.
예를 들어 권위적인 "당신은 담배를 끊을 것입니다."라는 말은 무의식적 수준에서 "당신은 비흡연자가 될 수 있습니다."보다 영향력이 적다. 첫 번째 명령은 순종하거나 무시해야 하는 직접 명령이다. (게다가 흡연 행동에 대한 주의를 이끈다) 두 번째는 개방적이고 억압되지 않은 지속 가능한 변화에 대한 초대이며 저항을 일으킬 가능성이 적다.
리처드 밴들러와 존 그린더는 밀턴 에릭슨의 최면 언어 패턴을 구조화하고 '밀턴 모델'이라는 이름으로 정리하였다.

### 혼란 기법
나의 모든 기술에서 거의 모든 것에, 혼란이 있다.
혼란스러운 사람의 의식은 바쁘고 사로잡혀있다. 그리고 많은 경우 무의식적인 학습으로 모든 것을 이해하는 경향이 있다. 혼란스러운 사람은 자신이 만든 트랜스 안에 있다. 그래서 저항 없이 쉽게 트랜스로 들어간다. 혼란은 모호한 단어 복잡하고 끝없는 문장, 패턴의 중단 또는 임의적 판단을 유도하는 수많은 기술로 생성될 수 있다.

"최면"이라는 용어를 만든 스코틀랜드의 외과 의사 제임스 브레이드(James Braid)는 최면적 트랜스를 만들기 위하여 집중된 주의가 필수적이라고 말했다. 그의 논문에 따르면 최면은 본질적으로 극단적인 초점 상태라는 것이다. 그러나 고통, 두려움 또는 불신으로 고통받는 사람들은 무엇인가에 집중하는 것이 어려울 수 있다. 따라서 트랜스를 유도하는 다른 기술이 중요해졌다. 에릭슨은 다음과 같이 말했다.
혼란 기법을 장기간 여러 번 사용한 결과 말기의 악성 질병과 같은 극심한 고통을 동반하는 상황에서도 적대감, 공격성, 저항 없이 내담자에게 매우 빠르고 효과적이었다

### 악수 유도법 (핸드셰이크 인덕션)
악수 유도법 (핸드셰이크 인덕션)은 밀턴 에릭슨의 잘 알려진 최면 유도법의 하나로 혼란 기법의 한 종류이다. 최면가가 내담자와 악수를 하려고 할 때 내담자의 손목을 잡는 등 어떤 방법으로 악수의 흐름을 방해하는 것이다. 악수가 기대하는 것과 다른 방식으로 진행되면 간단한 비언어적 트랜스가 생성된다. 최면가는 이를 강화하거나 이용할 수 있다. 이런 반응은 내담자의 의식 없이 자연스럽고 자동적으로 일어나게 된다.
이 유도는 악수가 하나의 '덩어리' 행동으로 학습되고 운영되는 행동이기 때문에 가능하다. 신발 끈 묶기는 또 하나의 전형적인 예시이다. 그 행동이 중간에 다른 방향으로 선회하거나 멈춘다면 그 사람은 문자 그대로 이를 위한 정신 공간이 없어진다. '중간'이 없는 행동을 무의식적으로 실행하는 중간에 멈추게 되는 것이다. 그 결과 내담자에게 무언가 새로운 방향이 제안될 때까지 트랜스 상태로 유지되거나 빠져나오게 된다. 숙련된 최면가는 종종 순간적인 혼란과 정상적인 과정의 중지를 사용하여 트랜스를 쉽게 유도할 수 있다.
에릭슨의 최면적 악수법에 대한 여러 가지 설명은 어느 정도의 즉흥성을 띄며 내담자의 반응을 주시하고 행동하는 것이 성공의 열쇠임을 보여준다.
예기치 않게 중단된 습관적 패턴은 갑작스럽고 가벼운 트랜스를 유발한다. 악수는 일정 형식이 널리 이해되는 일련의 사회적 규칙이기 때문에 중단하기 좋은 패턴이다. 그것이 얼마나 이상한가와 관계없이 악수의 질에 대해서 말하는 것은 무례하다는 것을 알기 때문에 악수 유도법 (핸드셰이크 인덕션)의 피험자는 당연하게도 전복된 패턴의 의미나 목적을 찾기 위한 내부 탐색에 들어가게 되는 것이다.

### 저항 다루기
밀턴 에릭슨은 많은 사람이 최면과 치료적 과정에 겁을 먹는다는 것을 알았다. 그래서 내담자 개인의 특수한 저항을 존중하고 주의를 기울였다. 치료 과정에서 그는 "환자에게 저항할 수 있는 모든 기회를 제공하세요."라고 말했다. 다음은 저항과 관련된 그의 인용문이다.
내담자 어떻게 행동하든, 이는 추가적인 반응 양식을 만들기 위하여 수용되고 활용되어야 합니다. 내담자의 행동을 수정하거나 바로잡으려는 시도, 또는 관심 없는 일을 하도록 강요하는 시도는 트랜스 유도와 깊은 트랜스 경험을 방해합니다.
만약 환자가 하나의 제안을 받아들일 수 있다면, 다른 제안을 받아들이기 더 쉬울 것이다. 저항하는 환자에게는 받아들일 수 있는 제안을 찾아야 한다. 저항은 항상 중요하며 존중되어야 한다. 그래서 저항 그 자체가 권장된다면, 환자는 자신의 바람이 무엇이든 허용됨을 알고 더욱 편하게 느끼게 된다.
많은 경우, 내담자의 외관상 활발한 저항은 최면가가 자신의 생각에 따라 행동하도록 강요하지 않고 중간 지점에서 만날 의도가 있는지를 시험하려는 무의식적 시도입니다.
저항과 함께 작업한다는 것은 본질적으로 최면적이지만, 이는 최면과 트랜스를 뛰어넘는다. 그 한 예로 손톱을 물어뜯는 소녀에게 밀턴 에릭슨은 그녀가 손톱을 물어뜯는 것을 진정으로 즐기지 않고 있다고 말했다. 밀턴 에릭슨은 소녀에게 손톱이 더 길어질 수 있도록 놔두라고 했는데, 그렇게 함으로써 손톱 물어뜯기의 즐거움을 최대화할 수 있다고 하였다. 그래서 그녀는 손톱 물어뜯기를 즐길 만큼 손톱이 그냥 자라도록 두었고 며칠이 지난 후에 그녀는 그다지 손톱 물어뜯기를 즐기지 않는다는 것을 깨닫게 되었다.

## 에릭소니언 테라피
밀턴 에릭슨은 최면 치료사로 가장 유명하지만 그의 최면에 대한 광범위한 연구와 경험은 그가 효과적인 치료 기법을 개발하도록 만들었다. 이런 기법은 최면으로 명료하게 분리할 수는 없지만 최면 전략과 언어 패턴의 연장으로 볼 수 있다. 에릭슨은 트랜스에 대한 저항이 변화에 대한 저항과 닮았음을 인지하고 이를 바탕으로 한 치료적 접근법을 개발하였다. 
에릭슨의 제자인 제이 헤일리는 에릭슨의 치료적 접근법으로부터 반복적으로 드러나는 여러 전략을 확인하였다.
- 저항 격려 - 에릭슨에게 있어서 "제게 당신의 모든 것을 이야기하세요..."와 같은 기존의 치료적 요구는 공격적이며 무례한 것이었다. 에릭슨은 저항하는 내담자에게 그들이 진정으로 드러낼 준비가 된 것만을 이야기하고 그 외에는 마음에 담고 있도록 요청하였다.나는 종종 말합니다. "제가 알지 않았으면 하는 부분이나, 제게 말하고 싶지 않은 것이 많이 있을 수 있습니다. 저와 논의하고 싶지 않은 당신에 대한 여러 가지 부분이 있지요. 그러니 당신이 기꺼이 말하고 싶은 것부터 이야기해 볼까요?" 내담자는 무엇이든 담고 있어도 괜찮습니다. 하지만 내담자는 무엇인가를 논하기 위하여 왔고 결국 그것에 관하여 말하기 시작합니다. 그리고 말하는 것이 괜찮다는 것을 느끼며 결국 모두 털어놓게 됩니다. 각각 요소에 대하여 더 중요한 것이 있으니 이 정도는 말해도 괜찮겠지라고 생각합니다. 간단한 최면적 기법이지요. 담고 있는 마음에 응답함에 따라서 털어놓는 마음에도 응답하게 되는 것입니다. 
어떤 사람은 "왜 내가 그래야 하지?" 또는 "당신 뜻대로 되지는 않을 거예요."라고 생각하며 반응한다. 이를 양극성 반응이라고 부른다. 이는 내담자가 제안에 대하여 반대 방향의 동기가 생겨나기 때문에 붙여진 이름이다. 의식적 마음은 말에서 부정은 인식하지만 (X를 하지 마!) 에릭슨에 따르면 무의식적 마음은 부정어보다 X에 대하여 더 주의를 기울인다. 그래서 에릭슨은 이를 최면 제안의 기본으로 삼고 의도적으로 부정어를 사용하거나 주요 단어에 음조로 표식을 남겼다. 그래서 내담자가 어떤 행동을 하는지에 관계없이 모두 유익하게 활용하였다. "당신은 반드시 트랜스에 들지 않아도 좋습니다. 그저 당신은 쉽게 궁금해집니다. 당신의 손이 천천히 떠오르는 것을 느끼는 것. 그것을 보다 더 빨리 알 수는 없는지 궁금해집니다..."

- 더 나쁜 대안 제시 (이중구속) - 예: "지금 트랜스에 들어갈까요... 아니면 조금 있다가 들어갈까요" '이중구속(double bind)'은 내담자를 두 가지 선택지로 과부하시키는 방법이다. 어느 쪽을 선택하든 이는 치료적 암시를 수용하게 되는 셈이다.

내가 의도적으로 이중구속을 사용했던 첫 번째 기억은 어린 시절에 있었습니다. 어느 겨울날, 영하의 날씨로 매우 추울 때였어요. 저의 아버지는 송아지를 헛간에서 물통 쪽으로 데리고 갔지요. 송아지가 물을 마시고 난 후, 송아지를 데리고 다시 헛간으로 돌아갔을 때, 송아지가 완강히 발을 내디디며 들어가기를 거부했어요. 아버지가 필사적으로 고삐를 잡아당겼지만 송아지는 꼼짝도 하지 않았어요. 눈 덮인 밖에서 놀고 있던 나는 이 난국이 너무 웃겼어요. 그러자 아버지는 나에게 송아지를 헛간으로 끌고 들어와 보겠냐고 물었습니다. 송아지의 저항을 인식한 저는 송아지가 충분히 저항을 경험할 수 있도록 기회를 주기로 결심했어요. 왜냐하면 그게 송아지가 정말로 하고 싶어했거든요. 따라서 저는 이중 구속에 들어가도록 아버지가 했던 것과 반대로 송아지를 헛간의 반대 방향으로 당겼어요. 송아지는 즉각 저에게 저항하며 저를 헛간 방향으로 끌어당겨 들어가 버렸죠.
- 은유적 말하기 - 이는 시드니 로젠의 『밀턴 에릭슨의 심리 치유 수업』에서 광범위하게 다뤄진다. 다음은 마찬가지로 밀턴 에릭슨의 사례를 해설하는 도서 『밀턴 에릭슨에게 NLP를 묻다』 소개의 한 예시이다.

학교를 마치고 돌아오던 한 소년은 길을 잃고 배회하는 말을 발견합니다. 소년은 차분히 말을 안심시키고 말 등에 올라탔습니다. 말에는 고삐와 안장이 있었기에 누군가가 키우던 말이 틀림없었습니다. 소년은 고삐를 흔들며 말을 타고 큰길로 향했습니다. 말이 스스로 길을 걷게 하고 꽃과 바람에 주의를 빼앗기지 않도록 달래가며 약 7킬로미터를 달려 도착한 곳에는 한 농장이 있었습니다. 잃어버린 말과 함께 돌아온 소년에게 농장주는 놀라며 물었습니다. “말이 여기로 와야 한다는 것을 어떻게 알았니?” 소년은 답했습니다. “몰랐어요. 하지만 말은 알았죠. 제가 한 것은 그저 말이 길에서 벗어나지 않고 계속 달리도록 한 것이었어요.”
에릭슨의 은유적 전략은 이슬람 수피파(sufism)의 교훈적인 우화들과 불교의 선문답과 비교될 수 있다. 이 또한 무의식적 마음에 영향을 미치도록 고안되었다.
- 재발 장려 - 치료자와 상담이 단기간의 "복종" 상태가 되면 치료를 중단할 경우 증상은 다시 재발하게 된다. 에릭슨은 종종 내담자가 과도하게 나아지려고 노력할 때 이를 실패하게 하고는 했다. 실패는 삶의 한 부분이다. 환자가 삶을 위하여 배워야 하는 그 취약한 시간 속에서 다르게 생각하고 행동해야 한다. 예측할 수 없는 실패는 큰 재앙이 될 수 있다. 의도적으로 일으킨 재발은 에릭슨으로 하여금 실패의 변수들을 제어할 수 있게 하였으며 내담자에게 긍정적인 치료적 빛으로 작용하였다.

- 좌절감에 대한 반응 장려 - 이 역설적인 접근법은 변화에 대한 내담자의 저항에 직접적으로 작용한다. 비만 환자에게는 체중을 늘리도록 요청하거나, 가족 치료 과정에서 완고하고 침묵하는 가족 구성원은 좌절로 인하여 어쩔 수 없이 절박한 사실을 입 밖으로 내놓게 될 때까지 무시된다. 이는 "나는 당신이 아직 트랜스에 들지 않기를 바랍니다."라는 형식의 에릭소니언 최면 언어 패턴에 뿌리를 두고 있다.
- 공간과 위치의 활용 - 최면과 치료는 환자의 주관적 경험이다. 그들 전체 경험의 어떤 부분이라도 어떤 생각을 강화할 수 있다. 물리적인 위치나 내담자의 자세조차도 주관적 경험의 주요 부분이다. 이를 바꾸는 것으로 치료적 변화를 만들 수 있다.

만약 내가 누군가를 방 밖으로 내보낸다면, 예를 들어 어머니와 아이를 내보낸다면 나는 조심스럽게 아버지를 그의 의자에서 옮겨서 어머니의 의자에 앉힙니다. 혹은 내가 아이를 내보내면, 적어도 잠시라도 아이의 의자에 어머니를 앉히기도 하지요. 그리고 때때로 이렇게 말합니다. '당신의 아들이 앉아 있는 곳에 앉으면, 아이에 대해 더 명확하게 생각할 수 있습니다." 혹은 '당신의 남편이 앉아있던 곳에 앉으면, 아마도 그의 관점을 알려줄지도 모르겠습니다.' 가족 전체와 함께 상담하는 과정에서 나는 그들을 이리저리 뒤섞었습니다. 그래서 원래 어머니의 의자였던 것이 지금은 아버지가 앉아 있는 곳이 되었습니다. 가족이 새롭게 재구성되고 있는 것입니다. 이것이 가족을 바꿀 때 당신이 하는 것입니다.
이는 프리츠 펄스가 상상의 상호 작용의 맥락에서 "빈 의자"를 사용한 것과 직접 비교될 수 있다. (내담자는 종종 의자에 앉도록 요청되고 상상 속 그 자리에 앉아있는 사람의 역할을 맡도록 초대된다) 또 버트 헬링거의 접근법에서는 내담자가 자발적으로 가족 구성원의 패턴과 정렬하여 내적인 이해를 하도록 한다. 버지니아 사티어의 작업과도 유사하다.
- 긍정적인 것 강조하기 - 에릭슨은 그의 감각에 장애가 있는 것으로 인하여 대부분의 다른 사람들이 간과하기 쉬운 의사소통과 행동의 측면에 집중할 수 있다고 말했다. 이것이 긍정적인 것을 강조하는 일반적인 예이다.

에릭슨은 종종 내담자의 증상을 칭찬하고 심지어 매우 구체적인 방법으로 권장하기까지 했다. 재미있는 예를 들어, 한 여성은 그녀의 사돈이 연락 없이 방문할 때마다 복부에서 매스꺼움이 올라왔다. 에릭슨은 이를 활용하여 특별히 더 불편한 시간에 예고 없이 방문할 때면 극적으로 토하도록 가르쳤다. 자연스럽게 사돈은 그녀가 토한 것을 안타까워하며 함께 치워야 했다. 그리고 곧 성가신 친척들은 방문하기 전에 미리 그녀에게 알리기 시작하였다.
"긍정적인 것을 강조하는 것"은 잘 알려진 자기계발 전략이며 게슈탈트 테라피의 "긍정적인 재구성"과 비교될 수 있다.
- 증상을 처방하고 일탈행동 키우기 - 일반적으로, 에릭슨은 적극적으로 그리고 의식적으로 내담자를 괴롭히는 증상 행동을 하도록 지시하였다. (저항의 예시와 같이) 이는 일반적으로 원래의 증상의 작고 사소한 일탈을 만들고 많은 경우 그 일탈이 더 커져서 모든 행동의 변화의 씨앗이 된다.

인터뷰어 : 당신에게 누군가 전화를 걸어 상담 요청을 한다고 가정하겠습니다. 19~20살 소년으로 지금까지 모범적인 소년이었습니다. 그런데 갑자기 큰 십자기를 지고 동네를 배회하기 시작했습니다. 이웃뿐 아니라 가족도 마음이 불편했습니다. 이럴 때 당신은 무엇을 할 수 있나요? 이런 기이한 행동과 문제를 어떻게 생각하세요?
에릭슨 : 만약 그 아이가 저를 만나러 왔다면, 제가 가장 먼저 할 일은 십자가를 면밀하게 살피는 것입니다. 그리고 아주 작은 방법으로 십자가를 향상시키고 싶을 것입니다. 아주 작은 변화를 만들자마자 큰 변화를 위한 길이 열리게 됩니다. 그리고 곧 저는 다른 십자가의 장점에 대해 이야기할 것입니다. 십자가가 최소 두 개는 있어야겠지요. 아니면 최소 세 개는 있어야 할 것입니다. 그래야 그 소년이 매일 어떤 십자가를 지닐지 선택할 수 있을 테니까요. 아마도 끝없이 늘어나는 십자가들에 대해서 정신이상 패턴을 보이기는 쉽지 않을 것입니다.
- 아이디어 심기 - 에릭슨은 종종 어떤 아이디어를 치료 목적으로 활용하기 전에 은유적인 형태로 환자들이 어떤 아이디어에 노출되어있는지를 확인할 수 있었다. 그는 이것을 아이디어 심기라고 불렀다. 이는 그의 많은 사례에서 거친 수준에서 또 정밀하게 정제된 수준에서도 관찰할 수 있다. 간단한 예로, "당신은 전에 트랜스에 들어간 적이 있나요?"라는 간단한 질문은 그전에 있던 단어들에 내재된 전제인 "지금 말고, 잠시 후에"일어날 일이 곧 다가온다는 생각을 구체화하게 된다.

- 자기 탐색 피하기 - 에릭슨은 내담자의 초기 심리학적 발달에 대하여 분석하는 것에는 전혀 관심이 없었다. 때때로 그의 사례에서 그는 내담자의 배경에 대하여 간략하게 이야기를 나누지만, 현재 내담자가 이용할 수 있는 자원과 관련된 것뿐이다.

인터뷰어 : 에릭슨, 당신은 과거를 탐색하는 것이 증상과 관련이 있다고 생각하지 않나요? 저는 단기 치료를 행할 때면 과거에 대하여 얼마나 염두 해야 하는가를 분명하게 하려고 노력합니다.
밀턴 에릭슨 : 지난 7월에 한 환자가 왔었습니다. 그는 4~5년 동안 정신분석을 받았지만 아무 소용이 없었지요. 그리고 그녀를 아는 누군가가 "그녀의 과거에 얼마나 관심을 기울였나요?"라고 물었을 때, 나는 "알다시피 저는 과거에 대해 완전히 잊어버렸습니다."라고 말했습니다. 내담자는 이제 꽤나 호전되었습니다. 그녀의 증상은 하루 20시간이나 되는 심한 씻기 강박증이었습니다. 저는 증상의 원인이나 식습관에 집중하지 않았어요. 내가 물었던 유일한 질문은 "당신이 샤워실에서 몇 시간 동안 몸을 문질러 씻을 때, 머리끝에서 시작하나요? 아니면 발바닥에서 시작하나요. 아니면 중간에서 시작하나요? 목 아래부터 씻나요? 아니면 발부터 씻고 씻나요?"였습니다.
인터뷰어 : 왜 그렇게 물어보셨어요?
밀턴 에릭슨 : 그렇게 그녀는 내가 그녀의 세계에 관심이 있음을 알았습니다.
인터뷰어 : 그래서 당신은 그녀를 치료에 참여하도록 했군요?
밀턴 에릭슨 : 아니요. 그렇게 그녀는 내가 정말로 그녀에게 관심이 있음을 알았습니다.

## 같이 보기
- 신경언어 프로그래밍
- 트랜스